# 埃布羅協議

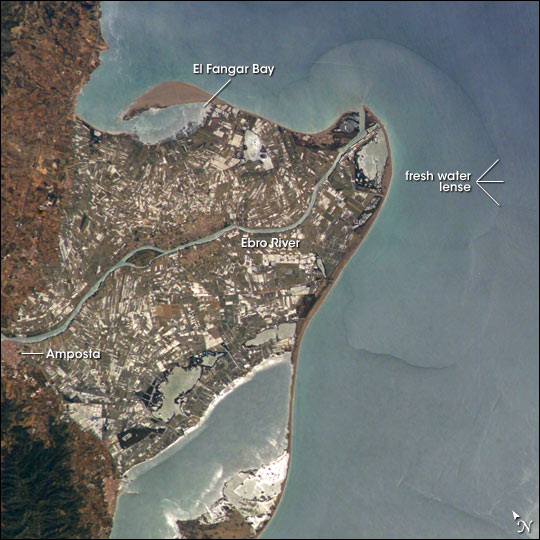
衛星圖片下的埃布羅三角洲。

埃布羅協議（Ebro Treaty）是迦太基的哈斯德魯巴與羅馬共和國於公元前226年簽訂的條約，決定以伊比利半島埃布羅河作為雙方的邊界。在協議的條款下，只要羅馬沒有越過埃布羅河南岸，迦太基不得越過埃布羅河北岸。在前219年，因恐怕漢尼拔‧巴卡在伊比利半島勢力日漸強大，羅馬與在埃布羅河南面頗遠的城市薩貢托結盟，並聲稱薩貢托受羅馬保護。漢尼拔意識到這是破壞了協議，他於是包圍了該城市，薩貢托在八個月後陷落。羅馬對這明顯的違反協議作出反應及要求迦太基作提出合理解釋，結果是迦太基向羅馬宣戰。這開始了從前218年至前202年的第二次布匿戰爭。

## 參看條目
- 第二次布匿戰爭
- 13世紀以前條約列表